# Чекулаев, Александр Иванович
Александр Иванович Чекулаев — (род. 10 апреля 1946 года, Вахруши СССР) - советский конькобежец. Мастер спорта СССР международного класса (1968), 5-кратный чемпион Универсиад (1968; 1500, 3000 и 5000 м, (1970; 5000 и 10000 м), обладатель серебряной (1970; 1500 м) и двух бронзовых (1972; 3000 и 5000 м) универсиадных медалей, 3-кратный чемпион СССР в отдельных дисциплинах (1969, 1972, 1974), 8-кратный призёр чемпионата СССР (1969-1974), чемпион РСФСР 1969, 1972, 1974. Первый обладатель Кубка СССР (1971), 2-кратный рекордсмен СССР.

## Биография
Уроженец посёлка Вахруши Слободского района Саша Чекулаев в конькобежный спорт пришёл с друзьями в середине 60-х годов. Им нравилось как при свете прожекторов, в гладких комбинезонах по ледовым дорожкам "летают" конькобежцы. Он был воспитанником заслуженного тренера РСФСР Валентина Афанасьевича Чайкина.
В декабре 1965 года он впервые появился в когорте сильнейших конькобежцем страны на соревнованиях в Ангарске. В феврале 1966 года на традиционном турнире юниоров Северных стран в Хельсинки Александр стал третьим в забег на 5000 метров и шестым в сумме многоборья. В марте участвовал на 2-й зимней Спартакиаде СССР в Свердловске, показав мастерские результаты и в итоге занял 22-е место в общем зачёте из 180 участников. В декабре 66-го на матче городов он первенствовал в забеге на 3000 метров и в многоборье среди юниоров.
Через год, в январе 1967 года второкурсник Кировского педагогического института дебютировал на чемпионате Европы в Лахти, где финишировал на 8-м месте в абсолютном зачёте. В феврале на территориальной зимней Спартакиаде профсоюзов в Вологде, выступая за кировский "Буревестник", он стал лучшим в сумме многоборья. В марте на 30-х юбилейных соревнованиях на приз им. Кирова, Александр выиграл "золото" в забеге на 3000 метров и "серебро" в многоборье, а  на чемпионате СССР в классическом многоборье 20-летний студент занял высокое 5-е место, выиграв "бронзу" в беге на 5000 метров.
Участник чемпионата мира 1969 года (14 место в многоборье) и чемпионатов Европы (1967 — 8 место, 1969 — 10 место).
Первый победитель Кубка СССР 1971 года. 